# Sino-Steel Tower
La Sino-Steel Tower (en chino tradicional, 中钢大厦) es un rascacielos de 333 m (1093 pies) de altura en construcción en Tianjin, China. La construcción comenzó en 2008 y se espera que sea completada en 2014.
El edificio contendrá oficinas y un hotel en 80 plantas.  Según el diseño de MAD Studio, Pekín, el edificio será revestido en blanco y agujereado por ventanas hexagonales empotradas.  Algunos de los alrededores de las ventanas serán de color carmesí, causando que la apariencia del edificio varíe con el cambio de luz.